# هوبير فيلود
هوبير فيلود (بالفرنسية: Hubert Velud)‏ هو مدرب كرة قدم فرنسي من مواليد 8 يونيو 1959، درب منتخب السودان ومن ثم درب منتخب بوركينا فاسو الذي رحل عنه في فبراير 2024

## روابط خارجية
- هوبير فيلود على موقع قاعدة بيانات كرة القدم.إي يو (الإنجليزية)
- هوبير فيلود على موقع كووورة